# Weitbruch (Adelsgeschlecht)

Auszug einer Urkunde worin Johann Ulrich von Pfirt Johannes Scheffer als "eius famulus" bezeichnet

Die Familie derer von Weitbruch war ein niederadeliges, elsässisches Geschlecht, das seit 1166 für Weitbruch und dessen Umgebung bezeugt ist.

## Geschichte
In der Urkunde von 1166, in der der Name erstmals genannt ist, wird der Verkauf umfangreicher Ländereien bezeugt.
Ansässig waren die von Weitbruch in dem gleichnamigen Ort, der zum Amt Brumath der Herrschaft Lichtenberg, ab 1480 der Grafschaft Hanau-Lichtenberg gehörte.
In den Jahren 1393, 1399 und 1400 tritt urkundlich ein Johannes Scheffer auf, der sich selbst zeitweise auf die mütterliche Seite beziehend als "Witwen Sohn von Weitbruch" bezeichnet. Nachdem sein Vater Lütfried (auch Lüthold) Schäffer (Schüsser) bei der Schlacht bei Sempach gefallen war begründete dieser die Schäfer Linie in der damaligen Grafschaft Hauenstein.
Auch gab es einen Mannesstamm derer von Weitbruch, der den Namen forttrug. So stand eine Lehensabgabe für ein in Weitbruch gelegenes Gut 1457 zunächst einem Joychen Claus von Wipruch zu und ging danach an dessen Witwe Margred (ab 1476–1481) und anschließend an Joichen Hans von Wipruch (1483) über. Der 1462 genannte Pfründeempfänger des Klosters St. George in Haguenau, Johann von Wipruch, dürfte mit dem vorgenannten wohl kaum übereinstimmen, da dieser zu diesem Zeitpunkt bereits über 90 Jahre alt gewesen wäre.